# 신승훈의 음반 목록
다음은 대한민국의 싱어송라이터인 신승훈이 발매하거나 참여했던 음반 목록이다.

## 대한민국 발매 음반

### 정규 음반
- 1집 미소 속에 비친 그대
- 2집 보이지 않는 사랑
- 3집 Shin Seung Hun Vol.3
- 4집 Shin Seung hun IV
- 5집 Shin Seung HunⅤ
- 6집 Shin Seung HunⅥ
- 7집 Desire To Fly High
- 8집 The Shin Seung Hun
- 9집 Ninth Reply
- 10집 The Romanticist
- 11집 I am... & I am

### EP 음반
- 3 Waves of Unexpected Twist: Radio Wave
- Love O'Clock (02nd Wave - 3 Waves Of Unexpected Twist)
- Great Wave

### 라이브 음반
- Live

### 헌정 음반
- Tribute To Kim Hyun Sik(2000.11) - 김현식 10주기 기념 헌정앨범

02 가리워진 길

### 컴필레이션
- The Legend - Special Album (The New/The Classic/The Festive)
- 20th Anniversary

### 참여 음반
- '92 내일은 늦으리(1992.10) - 잃어버린 하늘
- '93 내일은 늦으리(1993.11) - 어린왕자 In Seoul
- '93 대전 엑스포 이미지송(1991.10) - 네가 보고 싶은 날
- M.Friends(1995.1) - 님의 계절
- MADE In Asia(1996) - 그 후로 오랫동안
- The Monsters Project 2002 (2001.10)

03 The Unwritten Legend (전설속의 누군가처럼 English Version, 영어번안 : Ash)
13 Dream Of Asia (Duet With TUBE, 마에다 노부테루)
- 대한항공 40주년 이미지송 (2009.1)

01 하늘 가까이(작사: 심현보, 작곡: 신승훈)
02 하늘 가까이 (English Version)
- 보이스 코리아 콜라보레이션(2012.2) - "Magic"
- 버벌 진트〈크리스마스를 부탁해〉- 크리스마스를 부탁해 (feat. 신승훈) (2013.12)

### OST
- MBC 드라마 비밀 OST(2000.10) - 너만을 위한 사랑
- 영화 엽기적인 그녀 OST (2001.7)

I Believe (작사: 양재선, 작곡: 신승훈, 김형석)
- KBS 드라마 이 죽일 놈의 사랑 OST (2005.11)

그래도 사랑이다 (작사: 윤사라, 작곡: 조영수)
- 영화 연리지 OST (2006.4)

나보다 조금 더 높은 곳에 니가 있을 뿐 (작사: 신승훈, 작곡: 신승훈)
- SBS 드라마 천국의 나무 OST (2006.12)

11 어떡하죠 (작사: 최은하, 작곡: 윤일상)
- SBS 드라마 떼루아 OST (2009.1)

사랑은 이렇게 오나봐 (작사: 양재선, 작곡: 신승훈)
- MBC 드라마 신데렐라 맨 OST (2009.4)

내 사람인 것 같아서 (작사: 양재선, 작곡: 신승훈)
- KBS 드라마 아이리스 OST (2009.12)

Love Of Iris (작사: 양재선, 작곡: 신승훈, 이현승)
- KBS 드라마 도망자 PlanB OST (2010.10)

사랑같은건 믿지 않지만 (작사: 심현보, 작곡: 신승훈)
- SBS 드라마 천일의 약속 OST (2011.11)

처음 하는 말처럼 (작사: 심현보, 작곡: 신승훈
- SBS 드라마 너의 목소리가 들려 OST (2013.7)

너에겐 들리지 않는 그 말 (작사: 양재선, 작곡: 신승훈)

## 일본 발매 음반

### 싱글 음반
- I Believe
- 僕より少し高い所に君がいるだけ~連理の枝~ (나보다 조금 더 높은 곳에 니가 있을 뿐)

### 정규 음반
- 1집 微笑みに映った君 (미소 속에 비친 그대)
- 2집 Acoustic Wave

### 일본 EP 음반
- Shin Seung Hun Winter Special - 愛という贈りもの

### 비정규 음반
- Special Edition

## DVD
- Shin Seung Hun History
- The Shin Seung Hun SHOW - Christmas Miracle In Japan
- 2009 The Shin Seung Hun SHOW in Japan - Acoustique